# Bataille du coude de la Sittang
Théâtre d'Asie du Sud-Est de la Seconde Guerre mondiale
Batailles
Invasion japonaise de la Birmanie :
- Rivière Bilin
- Pont de la Sittang
- Pégou
- Barrage routier de Taukkyan
- Route Yunnan-Birmanie (Tachiao
- Oktwin
- Taungû)
- Shwedaung
- Prome
- Yenangyaung

Opérations en Birmanie (1942-1943) :
- Arakan
- The Hump
- Chindits
- Nord de la Birmanie et ouest du Yunnan

Opérations en Birmanie en 1944 :
- Chindits (2)
- Admin Box
- U-Go (Imphal
- Sangshak
- Court de tennis
- Kohima)
- Myitkyina
- Mogaung
- Mont Song

Opérations en Birmanie (1944-1945) :
- Meiktila et Mandalay
- Pakokku et Irrawaddy
- Colline 170
- Île de Ramree
- Tanlwe Chaung
- Dracula
- Elephant Point
- Coude de la Sittang

La bataille du coude de la Sittang, également connue sous le nom d'évasion japonaise à travers Pegu Yoma, est une opération militaire japonaise s'étant déroulée pendant la campagne de Birmanie, à la fin de la Seconde Guerre mondiale.
Des éléments survivants de l'armée impériale japonaise qui avaient été chassés dans le Pegu Yoma tentèrent de s'échapper vers l'est afin de rejoindre d'autres troupes japonaises se retirant des forces britanniques. L'évasion était l'objectif de la 28e armée japonaise avec le soutien initial de la 33e armée, puis plus tard de la 15e armée. Au préalable, la 33e armée japonaise attaqua les positions alliées dans le coude de la Sittang, près de l'embouchure du fleuve, afin de distraire les Alliés. Les Britanniques avaient été alertés de la tentative d'évasion et cela s'acheva d'une manière calamiteuse pour les Japonais, qui subirent de nombreuses pertes, certaines formations étant complètement anéanties.
Environ 14 000 Japonais ont été perdus, dont plus de la moitié ont été tués, tandis que les forces britanniques n'ont subi que 95 tués et 322 blessés. La tentative d'évasion et la bataille qui s'ensuivit devinrent la dernière bataille terrestre importante des puissances occidentales pendant la Seconde Guerre mondiale,.

## Contexte
Au début de 1944, les forces britanniques en Inde avaient été renforcées et avaient étendu leur infrastructure d'approvisionnement, ce qui leur permettait d'envisager une attaque en Birmanie. Les Japonais tentèrent de les prévenir par une invasion de l'Inde (opération U-Go), qui conduisit à une grande défaite japonaise et à d'autres revers dans le nord de la Birmanie. À la suite d'une nouvelle défaite aux mains de William Slim et de la 14e armée à Meiktila et Mandalay et à l'opération Dracula, les Japonais furent encore plus handicapés dans leur défense de la Birmanie.
À ce moment-là, l'armée nationale birmane sous Aung San avait changé de camp (devenant l'armée patriotique birmane) et traquait les patrouilles japonaises et les groupes de recherche de nourriture.
En avril, le IVe Corps britannique et indien avança à 480 km du centre de la Birmanie jusque dans la vallée du fleuve Sittang. Les arrière-gardes japonaises les empêchent d'avancer jusqu'à Rangoun, la capitale et le principal port de la Birmanie, mais le 2 mai, la ville tomba à la suite d'un débarquement amphibie allié (opération Dracula). Le 6 mai, les troupes de tête de la 17e division indienne, à la tête de l'avancée du IVe Corps, s'associèrent aux troupes de l'opération Dracula à 45 km au nord-est de Rangoun.
Après la chute de Rangoun, le quartier général (QG) de la 14e armée dirigé par Slim rejoignit Ceylan pour planifier des opérations visant à reprendre la Malaisie et Singapour. Un nouveau QG de la 12e armée sous le lieutenant-général Montagu Stopford fut formé à partir du QG du IVe Corps. Il prit le contrôle du IVe Corps dans la vallée de la Sittang et commanda directement certaines divisions dans la vallée de l'Irrawaddy.
La 28e armée japonaise dirigée par le lieutenant général Shōzō Sakurai, après s'être retirée d'Arakan et de la vallée de l'Irrawaddy, avait atteint le Pegu Yomas, une chaîne de basses montagnes, de collines et de hautes terres entre les fleuves Irrawaddy et Sittang dans le centre de la Birmanie. Ils furent rejoints par la 105e Brigade Mixte Indépendante du major-général Hideji Matsui, également connue sous le nom de Force « Kani » (hommes de batteries anti-aériennes, bataillons de construction d'aérodromes, unités de mouillage naval et écoles de sous-officiers) qui avaient affronté le IVe Corps.
Les Japonais, pris au piège dans le Pegu Yomas, préparèrent une opération d'évasion pour rejoindre l'armée japonaise de la zone birmane avec pour objectif de rejoindre la Thaïlande avec eux. Le Sittang était inaccessible et était donc une barrière militaire importante, comme il l'avait été en 1942 lors de la première campagne de Birmanie. Le général Heitarō Kimura, le commandant de l'armée de la région birmane, ordonna à la 33e armée la couverture de cette évasion par une offensive de diversion à travers le Sittang, malgré l'impossibilité de rassembler la force à plus d'une brigade à peine. À l'appui, la 15e armée devait coordonner ses efforts avec la 28e armée, si l'opération n'atteignait pas son objectif.

## Opération

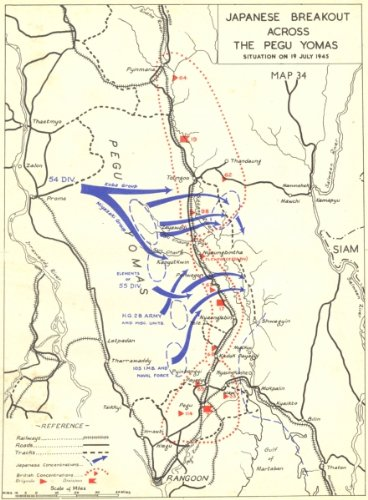
Carte de l'évasion japonaise à Pégou.

Les services de renseignement britanniques étaient au courant de l'évasion prévue mais n'avaient pas d'informations détaillées. Montagu Stopford ordonna alors au général Frank Messervy, commandant du IVe Corps, de répartir le corps sur plus de cent miles de front afin de leur barrer la route. Le 2 juillet 1945, une patrouille de Gurkhas tendit une embuscade et anéantit une petite force japonaise et captura un sac d'expédition contenant le plan opérationnel complet pour l'évasion japonaise. Les renseignements furent rapidement répartis entre les forces britanniques, qui avaient deux semaines pour se préparer. L'un des itinéraires de marche japonais prévus se situait directement à travers le quartier général de la 17e division indienne à Penwegon. Messervy renforça ce secteur critique avec la 64e brigade indienne de la 19e division indienne.
Les Japonais prévoyaient d'avancer au Sittang en trois colonnes, selon des règles d'engagement strictes interdisant l'utilisation des armes à feu au profit de la baïonnette et interdisant toute communication radio, une fois la traversée faite sur des radeaux majoritairement en bambou. Sakurai sous-estima la force britannique déployée contre lui mais pensait qu'il pouvait faire passer plus de la moitié de sa force en forme de combat.

### 1rebataille
La trente-troisième armée japonaise attaqua le coude de la Sittang le 3 juillet 1945, tentant d'aider à l'évasion. L'attaque fut mal programmée, se déroulant une semaine avant que la 28e armée ne fasse son avance vers le fleuve. Les Japonais furent autorisés à avancer, ignorant que leurs plans étaient connus des Britanniques, jusqu'à ce que beaucoup de leurs troupes soient dans des positions exposées, faisant face à un barrage de tirs d'obus et de bombardements britanniques. L'artillerie bombarda l'attaque japonaise; Les observateurs avancés du Royal Artillery (FOO) surveillaient en permanence les mouvements japonais et donnaient le signal du feu.
Des appuis aériens rapprochés de la Royal Air Force, sous la direction de postes de contrôle visuel, firent appel à des escadrons de Spitfire et Thunderbolt contre des cibles japonaises. La destruction le 4 juillet de trois des canons de 105 mm par les Thunderbolt du 64e brigade indienne fut notamment un exemple de succès de la puissance aérienne.
Le 7 juillet, la 33e armée ayant subi des pertes considérables, Kimura ordonna à celle-ci de se retirer en stoppant les opérations, espérant que cela suffirait pour permettre à la 28e armée de s'échapper. Les Britanniques, au courant de la situation, portèrent toute leur attention sur ce secteur.

### Bataille de l'évasion
Le 15 juillet, la 28e armée, malgré le mauvais timing de l'attaque de la 33e armée, débuta leur tentative d'évasion, ignorant que les Britanniques étaient au courant de leurs plans. La mousson avait commencé et les Britanniques créèrent deux embuscades, le premier avec de l'artillerie (ciblant douze points de passage japonais le long de l'autoroute) et le second en utilisant des avions (capables de voler même lors de mauvaises conditions météorologiques) afin d'attaquer ceux réussissant à traverser la route, en particulier entre les fleuves Sittang et Salouen. Les observateurs avancés étaient utilisés dans les airs et au sol. Les chars et l'infanterie motorisés et à pied, couvrirent les écarts entre les positions malgré la mousson. Les Forces patriotiques birmanes alliées s'occupèrent de tous les survivants sur la rive est du Sittang.
En tant que telle, la 55e division japonaise se heurta directement au point fort de la 19e division indienne à Penwegon ; les chars et l'infanterie repoussaient toutes les attaques en infligeant d'énormes pertes. Les officiers britanniques d'observation avancée de l'autre côté du Sittang continuèrent d'appeler les tirs d'artillerie sur les Japonais alors que les survivants tentaient de se reformer et de se déplacer vers le sud ; les pertes furent effroyables et il s'agissait en réalité d'une bataille unilatérale. La RAF avait également attaqué des concentrations de troupes et des embarcations fluviales de toutes sortes ; les 273e et 607e escadron avaient tué environ 500 Japonais dans le village de Hpa-An, lorsque les troupes britanniques et birmanes vinrent en prendre le contrôle. Les 600 hommes de la 13e force navale japonaise éclatèrent séparément du corps principal, en raison de la confusion et des embuscades et seule une poignée survécut.

Le 21 juillet, les Japonais commencèrent la dernière et la plus désespérée tentative de traversement du Sittang avec les 10 000 soldats restants, dont beaucoup étaient malades. La 54e division ayant beaucoup souffert du choléra et de la dysenterie, descendit du Pegu Yomas et traversa les rizières inondées jusqu'au Sittang. Tous les chars, canons, mortiers et mitrailleuses alliés disponibles furent immédiatement porté contre eux et malgré les nuages bas et les fortes pluies, chaque escadron put s'en sortir. Le Thunderbolt pouvait transporter trois bombes de 226 kg et le Spitfire une de 226 kg ; ceux-ci faisant des ravages parmi les concentrations de troupes japonaises en mouvement. De nombreux incidents se produisirent où les observateurs au sol de la RAF s'exposèrent à des « tirs amis ». Un contrôleur visuel, le lieutenant d'aviation J. Taylor et un caporal, purent diriger environ dix-sept aéronefs à la fois vers des cibles à seulement 230 m de leur poste, mais tous deux furent blessés par des éclats de bombes de chasseurs-bombardiers de la RAF. Avec les canons britanniques, en particulier les dommages causées par les 5,5 pouces, 4,5 pouces et les 25 livres bombardant déjà les routes, les Japonais furent massacrés continuellement jusqu'à fin juillet. 

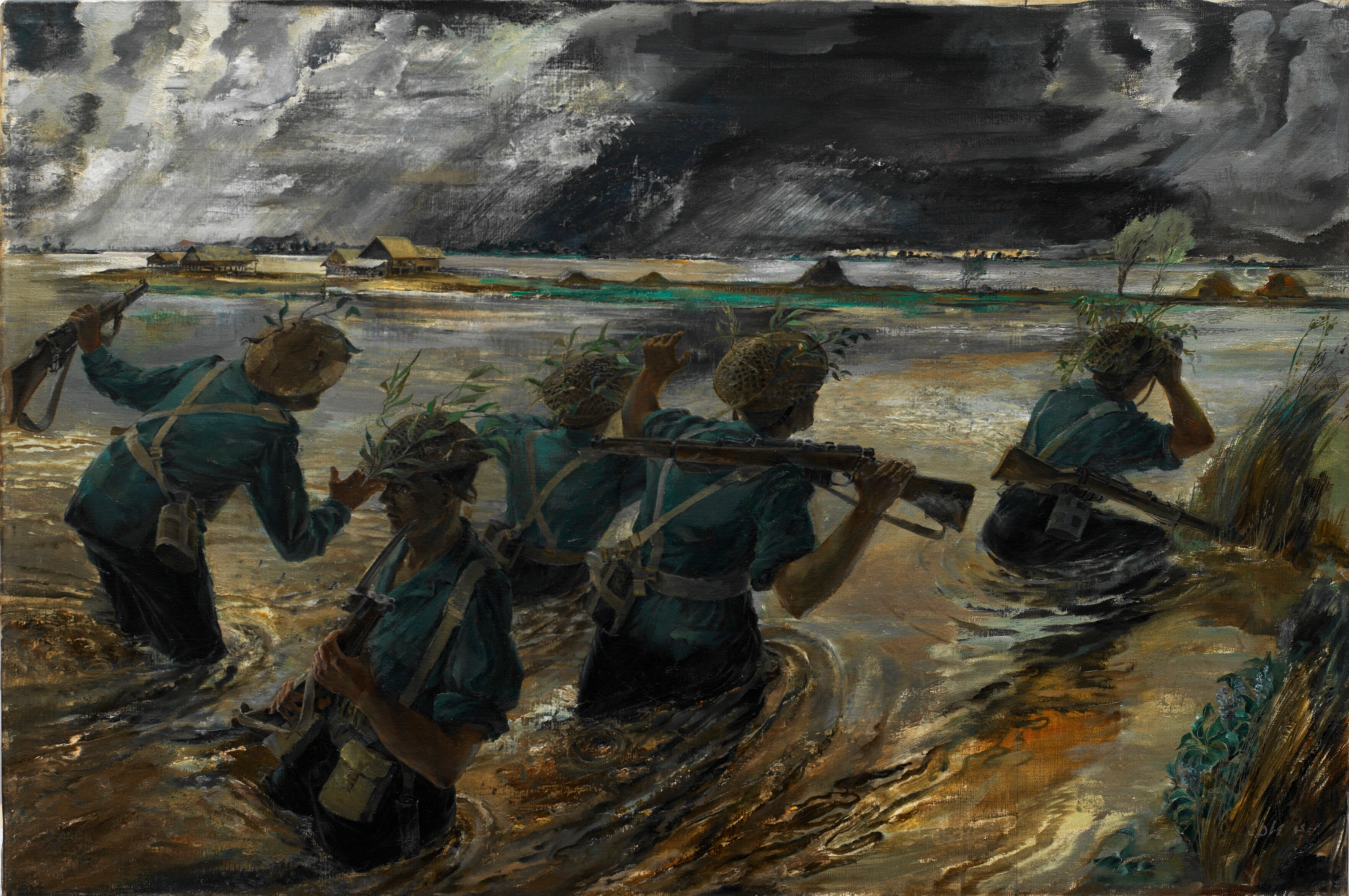
Queen's Own Royal West Kent Regiment (en) menant une patrouille armée au fond des rizières inondées pendant la bataille (œuvre de Leslie Cole).
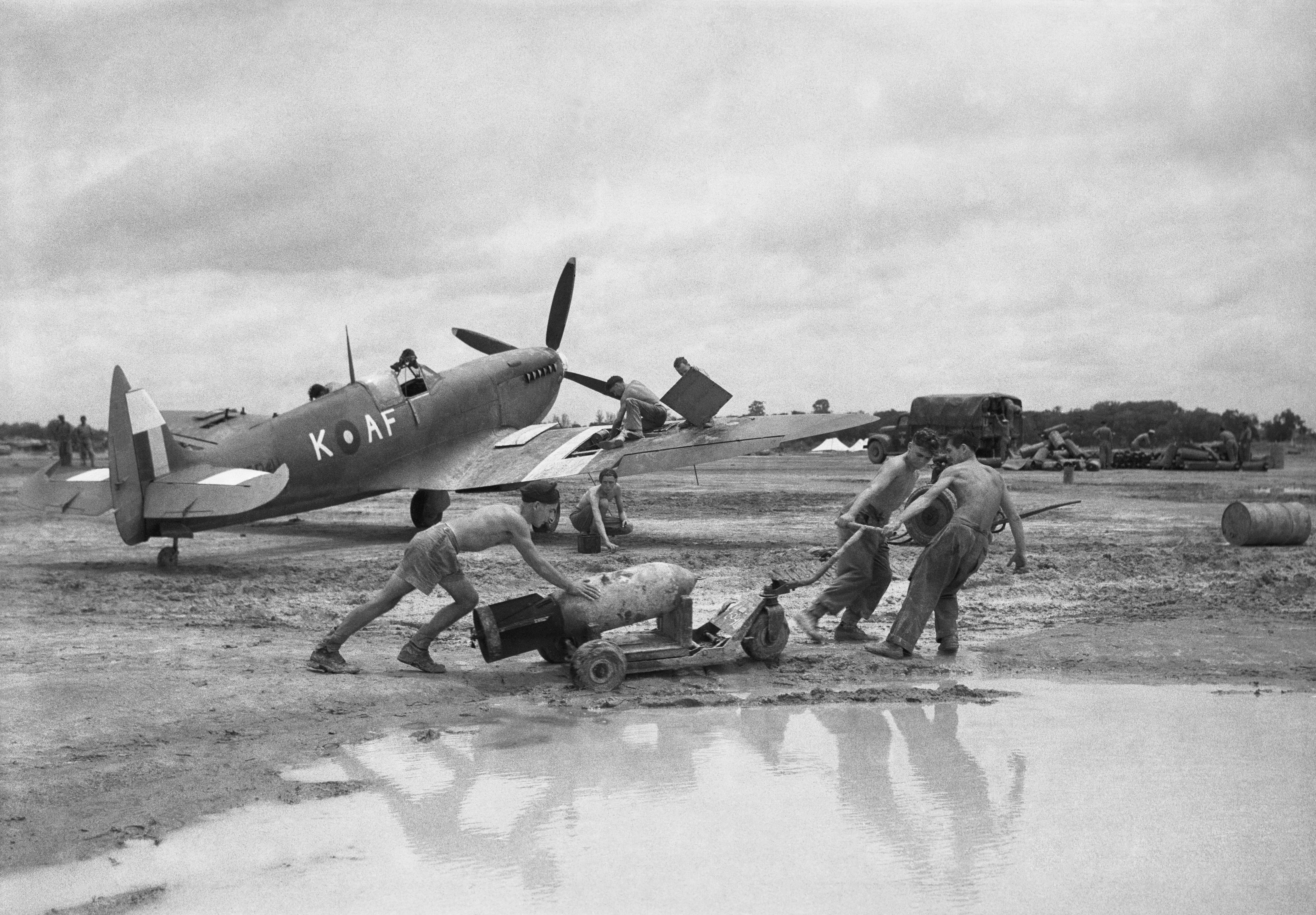
Un Supermarine Spitfire Mark VIII du 607e escadron est préparé par un équipage de la RAF pendant la mousson à Mingaladon en vue d'une sortie contre la tentative d'évasion japonaise à Sittang.

### Dernières actions
Le 28 juillet, une dernière offensive désespérée des Japonais avait été interrompue. La 15e armée japonaise fut déployée en renfort pour aider les survivants désabusés de la 28e armée. Les guérilleros karens purent tendre une embuscade à des centaines de soldats japonais et attaquer des éléments de la 15e armée. L'organisation de liaison alliée, la Force 136, opéra avec eux et utilisa des Westland Lysander pour évacuer les blessés graves, les prisonniers et les documents tout en apportant des provisions urgentes. Ils fournirent également des cibles non seulement pour les Spitfire et les Thunderbolts, mais firent appel aux Beaufighter et aux Mosquito de la RAF Third Tactical Air Force. Le 29 juillet, la 15e armée battit en retraite, se rendant compte que l'évasion était un désastre, bien qu'ayant pu sauver un certain nombre de groupes dispersés. Au moment où la bataille fut plus calme, seules quelques unités japonaises réussirent à traverser, atteignant le Sittang le 7 août avant que toute la zone ne soit dégagée par l'infanterie alliée.

## Conséquences

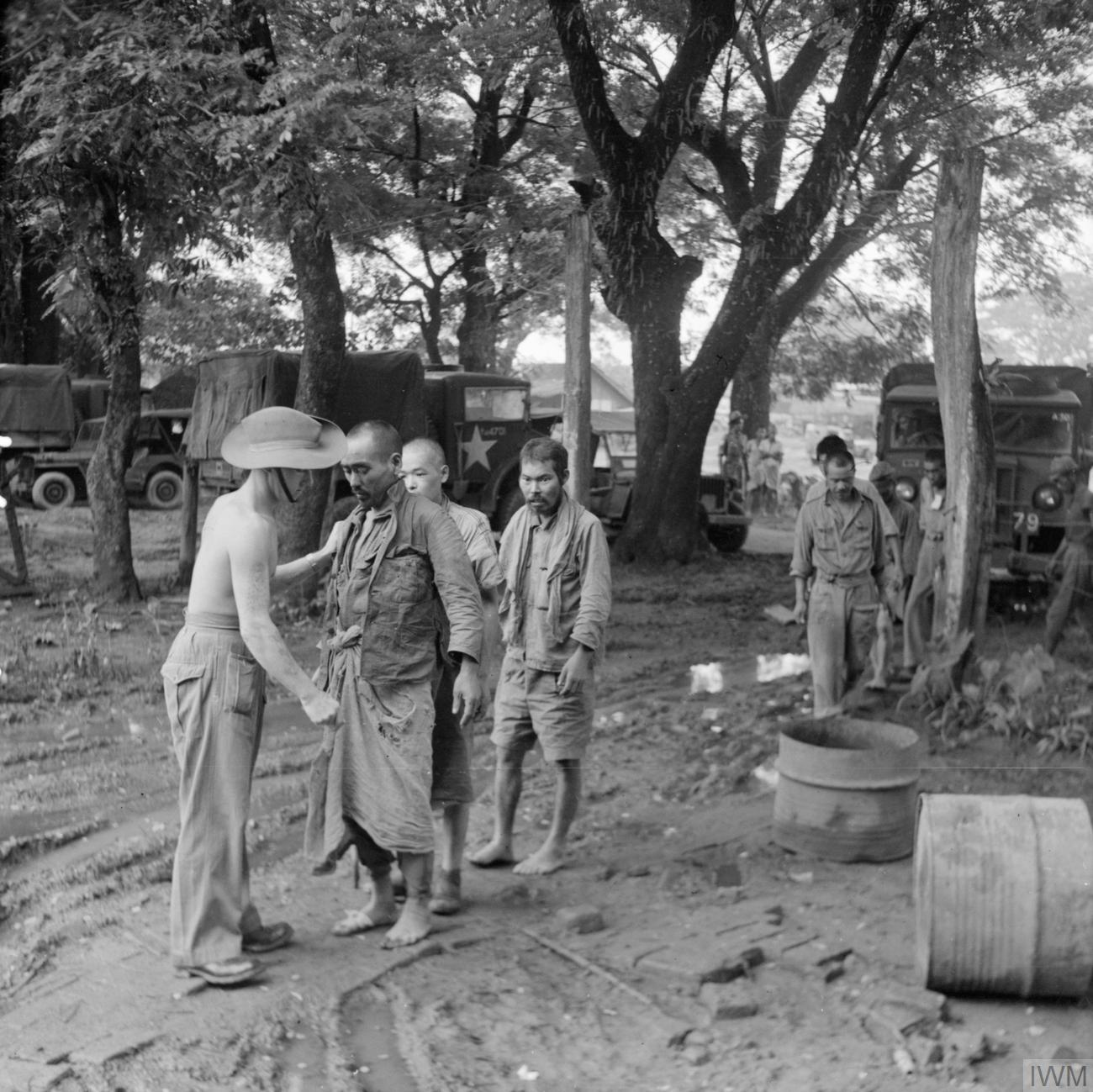
Prisonniers japonais de la bataille en train d'être fouillés le 30 juillet 1945.

L'évasion fut un échec lamentable et sapa davantage le moral des Japonais ; les éléments déchiquetés étaient continuellement harcelés par la guérilla karen et la RAF. Messervy et Stopford décrivit l'évasion comme un effort héroïque et déclarèrent que la plupart des 740 prisonniers avaient été capturés uniquement parce qu'ils étaient incapables de faire davantage d'efforts, soulignant la ténacité du soldat japonais même lorsqu'il était affamé et malade.
Parmi les pertes japonaises, l'unité qui a subi le plus faible pourcentage de pertes était la 105e Brigade mixte indépendante, sur 4 173 hommes, plus de 2 000 ont traversé le Sittang. La 13e force de la garde navale a été anéantie, avec seulement une poignée de ses 600 hommes originaux s'échappant. Un nombre substantiel, au moins 70 et peut-être plus, déserta alors qu'il était encore dans le Pegu Yomas. Cette force subit les pertes les plus lourdes de toutes les formations au cours de cette opération coûteuse. La 54e division subit d'énormes pertes, plus de 5 000 hommes perdus à travers le Sittang. Sur les 9 000 hommes de la 55e division ayant déclenché l'évasion, moins de 4 000 ont atteint le Tenasserim. Sur 18 000 hommes directement contrôlés par la 28e armée, moins de 6 000 au total parvinrent à atteindre la rive est du Sittang. Les forces britanniques et alliées, en plus d'avoir déclaré 1 500 malades tout au long de la période, ne comptèrent dans leur rang que 95 tués et 322 blessés, dont un petit nombre provenant de « tirs amis ».
La Royal Air Force effectua au total de 3 045 sorties et largua 760 tonnes de bombes. La perte de tant de troupes japonaises était en grande partie due à la puissance aérienne et aux tirs d'artillerie britanniques ; beaucoup des soldats ayant combattu sur le terrain déclarèrent la bataille comme une guerre des artilleurs.
Avec cette défaite, l'armée de la région birmane japonaise fut réduite à une force de combat inefficace. La majorité de la Birmanie étant libérée, l'annonce de la capitulation du Japon le 15 août n'a fait qu'accroître l'angoisse des Japonais de se rendre sur les collines de Tenasserim. Cependant, ils ne souhaitaient pas être immobilisés sur la rive est du Sittang et 2 000 autres moururent après la bataille, dont beaucoup dans les premiers jours de paix. Ce fut la dernière grande bataille terrestre de la Seconde Guerre mondiale impliquant les Alliés occidentaux.
Le 13 septembre 1945, les unités restantes de l'armée régionale japonaise birmane se rendirent aux Britanniques.